# Fluorid niobičný
Fluorid niobičný je anorganická sloučenina s chemickým vzorcem NbF5.

## Příprava
Fluorid niobičný byl poprvé připraven Otto Ruffem a Julianem Zednerem na Technické univerzitě v Gdaňsku, článek o jeho přípravě byl publikován 15. ledna 1909
Fluorid niobičný lze připravit reakcí téměř jakékoli sloučeniny niobu s fluorem:
2 Nb + 5 F2 → 2 NbF5
2 NbCl5 + 5 F2 → 2 NbF5 + 5 Cl2
5 SnF2 + 2 Nb → 5 Sn + 2 NbF5 (400–500 °C)

## Vlastnosti
Fluorid niobičný je hygroskopická bezbarvá pevná látka, která je solvolyzuje ve vodě a ethanolu. Fluorid niobičný je slabě rozpustný v sirouhlíku a chloroformu. V zásaditých roztocích se hydrolyzuje. Krystaly fluoridu niobičného se na vzduchu rozpouští.
Podle rentgenové krystalografie se pevná látka skládá z tetramerů [NbF5]4, které mají cyklickou strukturu, kde čtyři atomy niobu tvoří téměř rovnostranný rovnoběžník. Tato struktura je podobná struktuře fluoridu tantaličného. Fluorid niobičný krystalizuje v monoklonické soustavě s prostorovou grupou C2/m (Číslo 12).

## Reaktivita
Fluorid niobičný reaguje s fluorovodíkem za vzniku superkyseliny H2NbF7. V kyselině fluorovodíkové se fluorid niobičný rozkládá na [NbF7]2− a [NbF5O]2−. Relativní rozpustnost K2[MFO] (M = Nb, Ta) je základem Marignakova procesu pro separaci niobu a tantalu.

## Využití
Fluorid niobičný lze využít jako výchozí materiál pro přípravu fluoridu niobičitého.